# 牧野忠寿
牧野 忠寿（まきの ただかず）は、越後長岡藩の第4代藩主。長岡藩系牧野家宗家5代。江戸幕府奏者番。

## 生涯

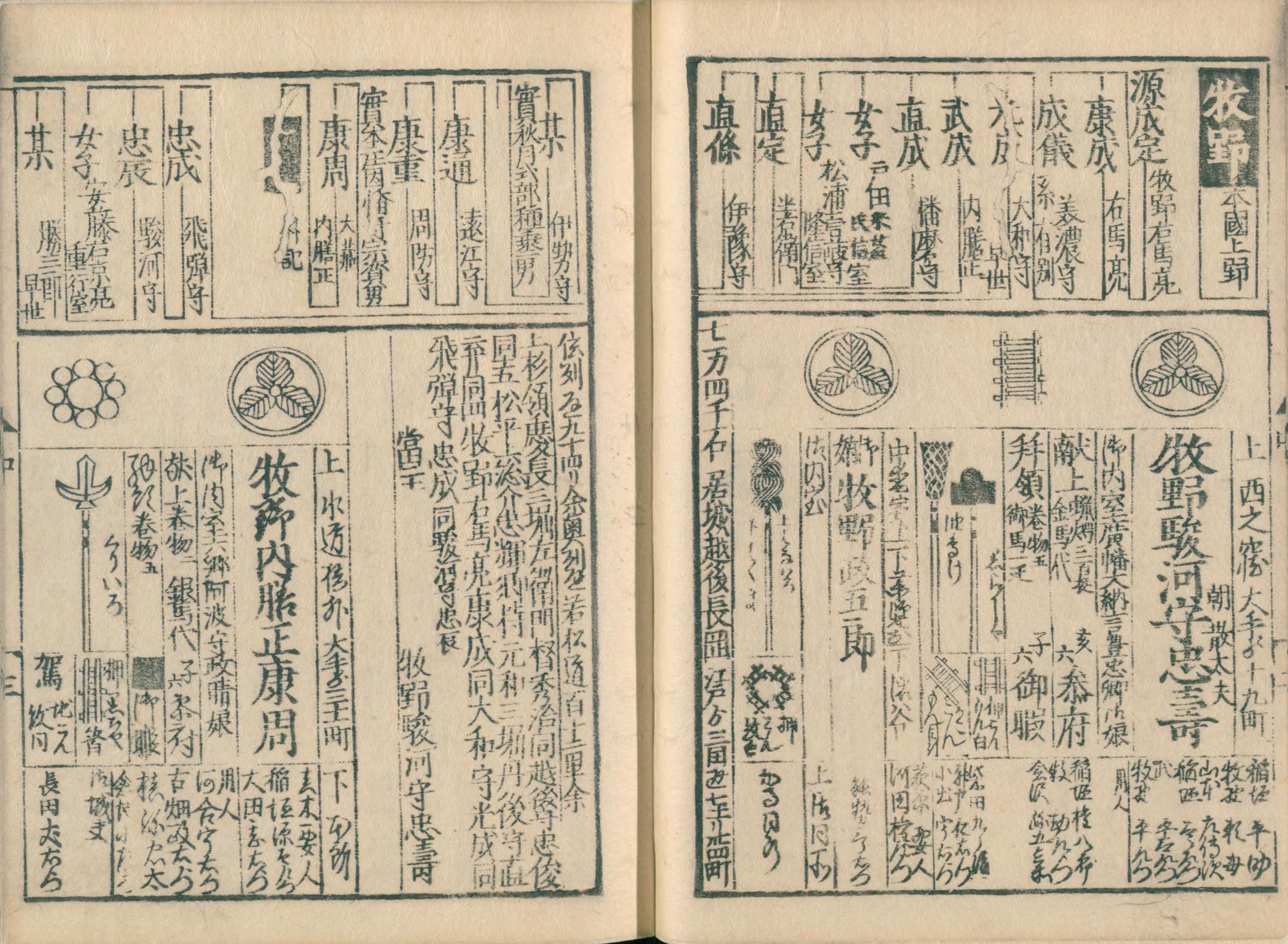
『享保武鑑 貳』（享保16年（1731年）刊）より越後長岡藩牧野忠寿の箇所

元禄8年（1695年）、近江膳所藩主・本多康慶の六男として生まれる。宝永7年（1710年）6月、越後長岡藩主・牧野忠辰の養嗣子となり、12月に従五位下、阿波守に叙任する。享保6年（1721年）8月25日、忠辰の隠居により家督を継いだ。11月に駿河守に転任する。享保8年（1723年）9月、内桜田門番となり、9月に奏者番となった。また、翌年には幕府領の魚沼郡や古志郡などの越後国の五郡、6万4000石余りを預かる。ちなみに越後質地騒動鎮圧のために、幕府は越後国内諸藩に対して越後国内の幕府領36万8000石をそれぞれ預けており、越後長岡藩も同様な理由で預かることとなった。
治世中は火災洪水に見舞われ、享保13年（1728年）の三蔵火事により長岡城が全焼したのを初め、延焼戸数1,500戸超の被害を出す。このために藩士の知行半分借り上げや藩士次三男の召抱え停止が行われ、一方で幕府から7,000両を借りて再建することになるが、再建完了は宝暦4年（1754年）のことで26年かかった。
三蔵火事の翌年の享保14年12月6日（1730年1月24日）に奏者番を辞任した。享保20年（1735年）6月の参勤交代の登城時に体調を崩し、同年10月2日に死去した。享年41。跡を次男の忠周が継いだ。墓所は東京都港区三田の済海寺。のち新潟県長岡市の悠久山に改葬。

## 人物
- 1982年に長岡藩主家当主の済海寺からの改葬が行われ、これに伴って緊急遺骨調査が行われた遺骨調査によると、推定身長は158.4cm（または156.2cm）であるとしている。
- 遺骨調査によると脛骨、腓骨に骨梅毒の著名な病変が、鎖骨、上腕骨、大腿骨に骨梅毒と推定される骨膜や骨炎による骨肥厚所見が存在するとしている。
- 長岡藩主家では唯一、公家出身の正室を迎えている。これは養父の忠辰と仙台藩主伊達吉村との親交が関係しているという説が、遺骨調査報告書で掲載されている。ちなみに忠寿自身は享保2年（1717年）に仙台藩邸での演能で自ら能を演じている。

## 系譜
父母
- 本多康慶（実父）
- 清涼院 - 側室[要出典]（実母）
- 牧野忠辰（養父）

正室
- 厚君 - 久我通名の娘

側室
- フヂ、智峰院 - 丸山伝兵衛の娘

子女
- 陽源院殿梅譽香霊大童子（長男）
- 牧野忠周（次男） 生母は智峰院
- 八千代姫 - 本多康桓正室
- 明仙院 - 牧野忠敬正室